# .jobs
.jobs es un dominio de internet de nivel superior (TLD) aprobado por el ICANN (Internet Corporation for Assigned Names and Numbers) el 8 de abril de 2005 como un dominio de Internet patrocinado como parte de un segundo grupo de nuevos TLD evaluados en 2004. Está restringido a páginas relacionadas con el empleo. Entró en funcionamiento en septiembre de 2005, y comenzó a aceptar registraciones unos meses después.
Las reglas de registro en .jobs fueron diseñadas para prevenir abusos por parte de personas o empresas no calificadas, por lo que se valida cada pedido de registro. A diferencia de .com y de la mayoría de los otros dominios de nivel superior, .jobs no ofrece la posibilidad de registrarse en tiempo real.